# Macrosolen capitellatus
Macrosolen capitellatus är en tvåhjärtbladig växtart som först beskrevs av Wight & Arn., och fick sitt nu gällande namn av Danser. Macrosolen capitellatus ingår i släktet Macrosolen och familjen Loranthaceae. Inga underarter finns listade i Catalogue of Life.